# Banco BIC-Carmim/2013
Deze pagina geeft een overzicht van de Banco BIC-Carmim-wielerploeg in 2013. 

## Algemene gegevens
Ploegleiders: Vidal Fitas, Nentsjo Dimitrov
Fietsmerk: Jorbi
Budget: niet bekend

## Renners
| Naam                       | Geboortedatum | Nationaliteit       | Ploeg 2012           |
| -------------------------- | ------------- | ------------------- | -------------------- |
| Henrique Madeira Casimiro  | 22-04-1986    | Portugal            |                      |
| Walter Da Silva            | 05-08-1986    | Angola              | Neo                  |
| David da Silva Livramento  | 18-12-1983    | Portugal            |                      |
| Daniel José Pereira Mestre | 01-04-1986    | Portugal            |                      |
| Tomas Swift Metcalfe       | 29-08-1983    | Verenigd Koninkrijk |                      |
| Diogo Nunes                | 03-04-1989    | Portugal            |                      |
| Valter Pereira             | 22-02-1990    | Portugal            |                      |
| João Mendonça Pereira      | 14-06-1989    | Portugal            |                      |
| Joao Rodrigues             | 15-11-1994    | Portugal            | Neo                  |
| Bruno Matos Sancho         | 13-12-1985    | Portugal            | LA Aluminios-Antarte |
| Ruben Silva                | 02-02-1994    | Portugal            | Neo                  |
| Igor Alberto Silva         | 22-10-1984    | Angola              | Neo                  |

## Overwinningen
Geen
2005 · 2006 · 2007 · 2005 · 2009 · 2010 · 2011 · 2012 · 2013